# استفتاء بقاء المملكة المتحدة ضمن الاتحاد الأوروبي 2016
استفتاء بقاء المملكة المتحدة ضمن الاتحاد الأوروبي 2016 أو ما يعرف باسم استفتاء الاتحاد الأوروبي أجري في 23 حزيران / يونيو 2016 في كل من المملكة المتحدة وجبل طارق.
لطالما كانت عضوية المملكة المتحدة في الاتحاد الأوروبي موضع جدل منذ انضمامها إلى السوق الأوروبية المشتركة، كما كانت تعرف آنذاك، في العام 1973.
تم وضع الأساس القانوني للاستفتاء وفق التعهد الرسمي لحزب المحافظين من خلال قيام برلمان المملكة المتحدة بتمرير قانون استفتاء الاتحاد الأوروبي في العام 2015. ليكون بذلك ثالث استفتاء شعبي يتم في المملكة المتحدة وللمرة الثانية يتم سؤال البريطانيين عن رأيهم بقضية تتعلق بالاتحاد الأوروبي. أقيم الاستفتاء الأول عام 1975 وتمت الموافقة على العضوية بموافقة 67% ممن شاركوا بالاستفتاء، ولكن طبيعة الاتحاد الأوروبي تغيرت بشكل جوهري منذ ذلك الوقت ومن المتوقع أن تكون النسب بشكل متقارب أكثر.
بعض الأشخاص الذين يفضلون انسحاب بريطانيا من الاتحاد الأوروبي (المعروفين باسم بريكسيت (بالإنجليزية: Brexit)‏) يجادلون بأن عضوية بريطانيا في الاتحاد الأوروبي تضعف السيادة البرلمانية للمملكة المتحدة، بينما بعض الأشخاص الذين يفضلون عضوية بريطانيا في الاتحاد الأوروبي يجادلون بأن أي خسارة ناتجة عن خسارة نظرية للسيادة بسبب العضوية في المنظمات فوق الدولية يتم تعويضها وأكثر بالفوائد الناتجة عن العضوية في الاتحاد الأوروبي. ويجادل بعض البريطانيين المشككين بالاتحاد الأوروبي أن انسحاب المملكة المتحدة سوف يجعلها قادرة بشكل أكبر على ضبط الهجرة وسيضعها في موقع أفضل في مفاوضات التجارة وتحريرها من من الأنظمة والقواعد الأوروبية والبيروقراطية غير الضرورية. في حين أن بعض الداعمين لبقاء المملكة المتحدة ضمن الاتحاد الأوروبي يجادلون بان مغادرته سوف تعرض الرخاء الاقتصادي للمملكة المتحدة للخطر وتقوض تأثيرها على الشؤون الدولية وتضر بالأمن القومي بسبب تقليص الوصول إلى قواعد البيانات الجنائية الأوروبية بالإضافة إلى عوائق تجارية بين المملكة المتحدة والاتحاد الأوروبي. تحديداً هم يجادلون أن مغادرة الاتحاد الأوروبي سوف تؤدي إلى خسارة في الوظائف، تأخير في الاستثمارات الواردة إلى المملكة المتحدة وزيادة المخاطر على الشركات الكبيرة والصغيرة.
بعد فرز الأصوات أعلنت جيني واتسون رئيسة لجنة الاستفتاء عن انتصار معسكر الخروج من الاتحاد الأوروبي بعد أن صوت 51.9% لصالح الانفصال فيما صوت 48.1 لبقاء بريطانيا مع الاتحاد الأوروبي.

## خلفية تاريخية
شُكلت المجموعات الأوروبية في خمسينيات القرن العشرين – المجموعة الأوربية للفحم والفولاذ في عام 1952، والمجموعة الأوربية للطاقة الذرية (يوراتوم) والمجموعة الاقتصادية الأوروبية في عام 1957. أصبحت المجموعة الاقتصادية الأوروبية -وهي الأكثر طموحًا من بين المجموعات الثلاث- تعرف باسم «السوق المشتركة». تقدمت المملكة المتحدة للانضمام لها لأول مرة في عام 1961، ولكن فرنسا استخدمت حق الفيتو لمنعها. نجحت المملكة المتحدة في محاولة لاحقة للانضمام، وانضمت في عام 1973؛ وبعد سنتين، نتج عن الاستفتاء الوطني الأول للاستمرار في العضوية نسبة قبول بلغت 67.2%، بنسبة مشاركة شعبية 64.62%. أصبح الدمج السياسي محط تركيز أكبر عندما أسست معاهدة ماستريشت الاتحاد الأوروبي في عام 1993، الذي وحد الجمعيات الأوروبية (وبعد معاهدة لشبونة، أصبح خلفًا لها).

### زيادة الضغط باتجاه إجراء استفتاء
قبل الانتخابات العامة لعام 2010، وعد ديفيد كاميرون، الذي كان عندها قائد حزب المحافظين وقائد المعارضة، باستفتاء عن معاهدة لشبونة، وهو وعد تراجع عنه لاحقًا بعد أن صادقت كل دول الاتحاد الأوروبي على المعاهدة قبل الانتخابات.
عندما حضر كل من ديفيد كاميرون رئيس وزراء بريطانيا وويليام هاغ وزير خارجيتها وإد ليولين اجتماع قمة الناتو في مايو 2012، ناقشوا فكرة استخدام استفتاء الاتحاد الأوروبي كورقة ضغط لتعزيز الجناح المشكك بالأوروبية من حزب المحافظين. ألقى كاميرون في يناير 2013 خطاب بلومبيرغ ووعد بأن الحكومة، إن فاز المحافظون بالأكثرية النيابية في انتخابات 2015 العامة، ستفاوض على اتفاقيات أفضل لاستمرار العضوية البريطانية في الاتحاد الأوروبي، وذلك قبل إجراء استفتاء بشأن بقاء بريطانيا في الاتحاد الأوروبي من عدمه. نشر حزب المحافظين مسودة قانون استفتاء الاتحاد الأوروبي في مايو 2013، ووضع الخطوط العريضة لخططه لإعادة التفاوض يتبعها تصويت دخول أو خروج (أي استفتاء يعرض فقط خيارات ترك الاتحاد الأوروبي أو البقاء تحت الشروط الحالية أو وفق شروط أخرى إن أصبحت متاحة)، لو أعيد انتخاب الحزب في عام 2015. نصت مسودة القرار على أن الاستفتاء يجب أن يجري قبل 31 ديسمبر 2017.
قدم عضو البرلمان المحافظ جيمس وارتون مسودة القانون كقانون عضو بصفته الشخصية، وعرف باسم قانون (استفتاء) الاتحاد الأوروبي 2013. قرئ القانون لأول مرة في مجلس العموم في 19 يونيو 2013. قال متحدث إن كاميرون كان «مسرورًا جدًّا» وحرص على إعطاء القانون «الدعم الكامل من حزب المحافظين».
لاحظت ورقة بحث برلمانية فيما يخص قدرة القانون على إلزام حكومة المملكة المتحدة في برلمان 2015-2020 (والذي ثبت بشكل غير مباشر نتيجة الاستفتاء نفسه عدم قدرته على الاستمرار لأكثر من عامين) بعقد هكذا استفتاء:
القانون يوفر ببساطة استفتاءً يخص الاستمرار بالعضوية في الاتحاد الأوروبي بحلول نهاية ديسمبر 2017 ولا يحدد التوقيت فيما عدا ذلك، باستثناء إلزام وزير الشؤون الخارجية بإصدار أوامر بحلول نهاية 2016 ]...[ إذا لم يحصل حزب على الأكثرية ]في الانتخابات العامة التالية الواجب عقدها في 2015[، فقد يكون هناك بعض الشك في إقرار الأوامر في البرلمان التالي.
عقدت جلسة القراءة الثانية للقانون في 5 يوليو 2013، وأقر بنتيجة تصويت 304 مقابل لا أحد بعد امتناع معظم أعضاء البرلمان من حزب العمال وكل أعضاء البرلمان الليبراليين الديمقراطيين، وأقر في مجلس العموم في نوفمبر 2013، ليقدم إلى مجلس اللوردات في ديسمبر 2013، حيث صوت الأعضاء على حجب القانون.
قدم عضو البرلمان المحافظ آنذاك قانون استفتاء بديل لمجلس العموم. بعد مناظرة في 17 أكتوبر 2014، أقر القانون ليعرض على لجنة القوانين العامة، ولكن، بسبب فشل مجلس العموم بإصدار موافقة على المصاريف؛ لم يتمكن القانون من التقدم أكثر حتى حل البرلمان في 27 مارس 2015.
في انتخابات البرلمان الأوروبي في عام 2014، حصل حزب الاستقلال البريطاني عددًا أكبر من الأصوات والمقاعد من أي حزب آخر، وهي أول مرة يتفوق فيها حزب على المحافظين وحزب العمل في انتخابات وطنية منذ 108 سنوات، تاركًا المحافظين في المركز الثالث.
بقيادة إد ميليباند بين 2010 و2015، استبعد حزب العمل استفتاء خروج أو دخول ما لم يُقترح نقل أكبر للسلطة من المملكة المتحدة إلى الاتحاد الأوروبي وحتى يحدث أمر كذلك. تعهد الديمقراطيون الليبراليون في بيانهم للانتخابات العامة 2015 بإقامة استفتاء دخول أو خروج فقط في حالة وجود تغييرات في معاهدات الاتحاد الأوروبي. دعم كل من حزب الاستقلال البريطاني، والحزب الوطني البريطاني، والحزب الأخضر، والحزب الاتحادي الديمقراطي، وحزب الاحترام مبدأ الاستفتاء.
عندما فاز حزب المحافظين بأكثرية المقاعد في مجلس العموم في انتخابات 2015 العامة، أعاد كاميرون التزام حزبه في البيان الانتخابي بإقامة استفتاء خاص بعضوية المملكة المتحدة في الاتحاد الأوروبي بنهاية 2017، ولكن فقط بعد «التفاوض على تسوية جديدة لبريطانيا في الاتحاد الأوروبي».

### إعادة التفاوض قبل الاستفتاء
في بدايات 2014، وضع ديفيد كاميرون الخطوط العامة للتغييرات التي أراد إحداثها في الاتحاد الأوروبي وعلاقة المملكة المتحدة معه. كانت هذه التغييرات: زيادة السيطرة على الهجرة، خصوصًا لمواطني الدول حديثة الانضمام للاتحاد الأوروبي: قوانين أقسى للهجرة لمواطني الاتحاد الأوروبي الحاليين؛ صلاحيات جديدة للبرلمانات الوطنية ككل لإعطائها حق النقض (الفيتو) ضد قوانين الاتحاد الأوروبي المقترحة؛ اتفاقيات تجارة حرة جديدة وتخفيض البيروقراطية للشركات؛ تخفيف تأثير المحكمة الأوروبية لحقوق الإنسان على الشرطة والمحاكم البريطانية؛ صلاحيات أكبر للدول الأعضاء كأفراد، وصلاحيات أقل للاتحاد الأوروبي كسلطة مركزية؛ هجر فكرة الاتحاد الأوروبي القائمة على مقولة «اتحاد يزداد قربًا». كان ينوي إحداث هذه التغييرات عبر سلسلة من المفاوضات مع القادة الآخرين في الاتحاد الأوروبي ثم، إن إعيد انتخابه، يعلن عن استفتاء.
في نوفمبر من ذلك العام، أجرى كاميرون تحديثات على المفاوضات وتفاصيل أكبر عن أهدافه. المطالب الرئيسية من الاتحاد الأوروبي كانت: في الشؤون الاقتصادية، الاعتراف بشكل رسمي بأن قوانين منطقة اليورو لا تنطبق بالضرورة على أعضاء الاتحاد الأوروبي من خارج منطقة اليورو وأن هؤلاء ليسوا مجبرين على إخراج الدول ذات الاقتصادات المتهاوية من أزماتها؛ في التنافسية، توسيع السوق الواحدة ووضع هدف لتخفيض البيروقراطية للشركات؛ في السيادة، إعفاء الملكة المتحدة قانونيًّا من «اتحاد يزداد قربًا» وتمكين البرلمانات الوطنية بشكل جمعي من نقض قوانين الاتحاد الأوروبي عن طريق حق الفيتو؛ وأخيرًا، فيما يخص الهجرة، عدم إتاحة حقوق السكن أو منافع العمل للمواطنين الأوروبيين القادمين إلى المملكة المتحدة بحثًا عن عمل حتى يعملوا هناك لمدة أربع سنوات، وعدم تمكينهم من إرسال نفقات فوائد الأطفال إلى خارج البلاد.
أعلن عن نتيجة المفاوضات في فبراير 2016. أضيفت الشروط المعاد التفاوض عليها إلى ما سبق من الخيارات التي كانت المملكة المتحدة أصلًا منسحبةً منها في الاتحاد الأوروبي، وإلى ما يعرف باسم تصحيح المملكة المتحدة. أثير الجدل بشأن أهمية التغييرات في اتفاقية المملكة المتحدة مع الاتحاد الأوروبي، إذ لم تعتبر أي منها أساسية، ولكن بعضها يعتبر مهمًّا للكثير من البريطانيين. اتفق على وضع بعض القيود على منافع العمل للمهاجرين الأوروبيين، ولكن دون تطبيقها على نطاق واسع قبل أربع سنوات، وستكون للمهاجرين الحديثين فقط؛ وقبل إمكانية تطبيقها، يجب أن تأخذ الدولة إذنًا من المجلس الأوروبي. ظل بالإمكان إرسال نفقات مساعدات الأطفال إلى الخارج، ولكن مع ربطها بتكلفة المعيشة في الدولة الأخرى. فيما يخص السيادة، حصلت المملكة المتحدة على ضمانات بأنها لن تضطر للمشاركة في «اتحاد يزداد قربًا»؛ كانت هذه الضمانات «متوافقة مع قوانين الاتحاد الأوروبي الحالية»، عدل طلب كاميرون بالسماح للبرلمانات الوطنية بحق النقض ضد قوانين الاتحاد الأوروبي للسماح بالبرلمانات الوطنية بالاعتراض بشكل جمعي على قوانين الاتحاد الأوروبي المقترحة، وبهذه الحالة سيعيد المجلس الأوروبي النظر في الاقتراح قبل أن يقرر ماذا يفعل. فيما يخص السياسات الاقتصادية، عززت قوانين عدم التمييز ضد الدول غير الأعضاء في منطقة اليورو، ولكن دون إعطائهم الحق بنقض أي تشريع من خلال الفيتو. آخر مجالين غطتهما المفاوضات كانا اقتراحات «استثناء مواطني الدول الأخرى الذين لا يملكون إقامة شرعية مسبقة في بلد عضو قبل الزواج من مواطن أوروبي من حقوق حرية الحركة» وإعطاء تسهيلات للدول الأعضاء كي يرحلوا مواطني الاتحاد الأوروبي لأسباب تتعلق بالسياسة العامة أو الأمن العام. من المعقد تحديد مدى إلزامية الأجزاء المختلفة من الاتفاقية قانونيًّا؛ إذ لم يغير أي جزء من الاتفاقية قانونًا أوروبيًّا، ولكن بعض الأجزاء يمكن فرضها بالقانون الدولي.
يزعم بأن الاتحاد الأوروبي عرض على كاميرون ما يسمى «مكابح طوارئ»، يمكن من خلالها السماح للملكة المتحدة بحجب المنافع الاجتماعية عن المهاجرين الجدد لأول أربع سنوات من انتقالهم؛ كان يمكن تطبيق هذا المقترح لمدة سبع سنوات. كان ذلك العرض ما يزال مطروحًا على الطاولة في وقت استفتاء انسحاب بريطانيا من الاتحاد الأوروبي (البريكزيت)، ولكن صلاحيته انتهت عندما قرر التصويت خروج المملكة المتحدة من الاتحاد الأوروبي. ادعى كاميرون أنه «كان يمكنه تجنب البريكزيت لو تركه القادة الأوروبيون يتحكم بالهجرة»، وفقًا لصحيفة فاينانشال تايمز الاقتصادية. ولكن أنجيلا ميركل صرحت في البرلمان الألماني قائلةً: «إذا كنت تريد إتاحة السوق الواحدة مجانًا فعليك قبول الحقوق الأوروبية الأساسية بالإضافة إلى الالتزامات التي تأتي معها. هذا ينطبق على بريطانيا العظمى كما ينطبق على غيرها».